# Glossotrophia origalis
Glossotrophia origalis är en fjärilsart som beskrevs av Brandt 1941. Glossotrophia origalis ingår i släktet Glossotrophia och familjen mätare. Inga underarter finns listade i Catalogue of Life.